# Synchlora rufofrontaria
Synchlora rufofrontaria là một loài bướm đêm trong họ Geometridae.